# Colossendeis proboscidea
Colossendeis proboscidea is een zeespin uit de familie Colossendeidae. De soort behoort tot het geslacht Colossendeis. Colossendeis proboscidea werd in 1824 voor het eerst wetenschappelijk beschreven door Sabine. 